# Neoseiulus inabanus
Neoseiulus inabanus är en spindeldjursart som först beskrevs av Ehara 1972.  Neoseiulus inabanus ingår i släktet Neoseiulus och familjen Phytoseiidae. Inga underarter finns listade i Catalogue of Life.